# Anti-CRISPR
As proteínas anti-CRISPR são proteínas, colectivamente denominadas proteínas AcrIIA, que inibem a capacidade do CRISPR/Cas9 comumente usado para direcionar genes específicos em outras bactérias - como E. coli - bem como em células humanas modificadas. Anti-CRISPR anula o efeito de CRISPR-Cas9 utilizando proteínas que são produzidas por vírus bacterianos.   O bioquímico molecular Erik Sontheimer descreveu três proteínas em Neisseria meningitidis, bactérias que causam meningite meningocócica, que inibem sua versão de Cas9. Outros grupos também mostraram que várias estratégias artificiais - como pequenas moléculas ou luz - podem anular Cas9.  A técnica tem o potencial de melhorar a segurança e a precisão das aplicações CRISPR tanto no uso clínico como na pesquisa básica.
Para os seis tipos conhecidos de sistema CRISPR-Cas, os cientistas descobriram 12 genes anti-CRISPR, alguns dos quais podem inibir diferentes tipos de CRISPR e podem ser críticos para as terapias de edição genética.  Um anti-CRISPR chamado F11, que inibe o sistema CRISPR-Cas Tipo I e é amplamente distribuído entre diferentes bactérias.